# Monarcha godeffroyi
Monarcha godeffroyi là một loài chim trong họ Monarchidae.